# Shaksgam

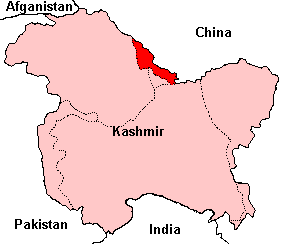
Locatie binnen Kasjmir.

Shaksgam (Urdu: Muztagh) of de Trans-Karakoram Strook is een gebied van 5180 km² in Kasjmir. Het is een van de twee gebieden binnen Kasjmir die onder het bestuur vallen van China (het andere gebied is Aksai Chin). Shaksgam is onbewoond en bestaat uit het dal van de gelijknamige rivier. Het gebied is zeer hoog gelegen (gemiddeld 3800 meter) en moeilijk te bereiken. Ten zuiden van het gebied ligt het Karakoramgebergte met de bergtoppen K2, Broad Peak, Gasherbrum I en II en de Siachengletsjer. Ten oosten ligt de Karakorampas, ten noorden het eveneens door China bestuurde Xinjiang en ten westen de door Pakistan bestuurde regio Baltistan. 
Omdat het gebied zo moeilijk toegankelijk is, duurde het tot 1887 voordat de eerste westerling (de ontdekkingsreiziger Francis Younghusband) het gebied betrad. Het gebied werd verder alleen bezocht door inwoners van Baltistan die erdoorheen trokken richting Oost-Turkestan (nu Xinjiang) voor werk en door de Hunzakutbandieten die vanuit Shaksgam soms de Yarkandvallei binnenvielen. In 1929 vond de eerste westelijke expeditie plaats naar het gebied. Van 1947 tot 1999 was het een gesloten gebied. Vanaf 1999 is het gebied weer opengesteld door Pakistan en is het soms het doel van klimexpedities. Ook vanuit China wordt het gebied soms als trekroute gebruikt om vanuit het noorden de berg K2 te bereiken. Dit is echter een zeer moeilijke en lange route en slechts weinig expedities worden daarom via deze route uitgevoerd.
In het gebied wonen geen mensen, vanwege de ontoegankelijkheid en het extreme klimaat en hoogte. Het is een met sneeuw bedekt hoog gelegen woestijnachtig gebied en bevat bijna geen vegetatie. De rivier en vallei lopen vanaf een gletsjer in het zuidoosten naar het westen, waar de rivier in de Yulin stroomt, die verderop weer afwatert in de noordelijke gletsjers van de K2. De Shaksgam is een moeilijk over te steken rivier, die van eind juni tot midden augustus niet begaanbaar is, omdat ze dan buiten haar oevers treedt.

## Politieke status
Het gebied behoorde voor 1947 tot Kasjmir als onderdeel van het Dograrijk. In 1947 werd het door Pakistan veroverd op dit rijk. De leider van de Dogra's, Hari Singh sloot zich daarna aan bij India. Van 1947 tot 1963 maakte het gebied onderdeel uit van Baltistan, als onderdeel van de Pakistaanse Noordelijke Gebieden. Op 3 maart 1963 werd het gebied door Pakistan afgestaan aan China in het Chinees-Pakistaans grensakkoord, als blijk van goodwill om de relatie tussen de beide landen te versterken en daarmee een verbond te sluiten als tegengewicht tegen India. Verder werd door deze overeenkomst de definitieve grens tussen China en Pakistan vastgesteld. Hiermee kocht Pakistan ook verdere Chinese aanspraken op Pakistaans grondgebied af. China en Pakistan namen wel een clausule op in het akkoord, waarin werd gesteld dat de status van de regio opnieuw zou worden bekeken nadat Pakistan en India een overeenkomst zouden hebben gesloten over hun definitieve grens. In 1987 werd deze clausule door China echter weer verworpen.
India erkent zowel het gezag van Pakistan als dat van China niet en ziet Kasjmir als volledig Indisch grondgebied, omdat de Dograleider zich met zijn gebied bij India had aangesloten, al was dit niet meer geheel in zijn handen.
Ten zuiden van het gebied ligt de Siachengletsjer. Dit gebied wordt bezet door het Indiase leger en wordt gescheiden van de Shaksgamvallei door de zogenaamde NJ9842-lijn. Deze grenslijn werd tijdens het verdrag van Karachi van 1949 en het Verdrag van Shimla van 1972 tussen India en Pakistan aangeduid als de lijn 'waarboven geen mens kon leven' en waarover dus ook nog geen definitief besluit behoefde te worden genomen met betrekking tot de soevereiniteit. Dit heeft de onduidelijkheid over de status van het gebied alleen maar versterkt.